# Mesochorus petiolus
Mesochorus petiolus är en stekelart som beskrevs av Schwenke 2002. Mesochorus petiolus ingår i släktet Mesochorus och familjen brokparasitsteklar. Inga underarter finns listade i Catalogue of Life.